# Walt Kelly
Walt Kelly (eigentlich Walter Crawford Kelly, Jr.; * 25. August 1913 in Philadelphia; † 18. Oktober 1973 in Los Angeles) war ein US-amerikanischer Trickfilmzeichner, Comiczeichner und -autor. Bekannt wurde er durch den Comicstrip Pogo.

## Leben und Werk
Kelly, dessen Vater Bühnenbildner war, wuchs in Bridgeport auf. Dort fand er seine erste Anstellung als Reporter und Cartoonist für die dortige Bridgeport Post. Ab 1935 arbeitete er für die Walt Disney Studios und war unter anderem an der Animation von Schneewittchen und die sieben Zwerge, Fantasia und Dumbo beteiligt. Nach der Beteiligung an einem Streik verließ er Disney 1941.
Erste Comicveröffentlichungen von Kelly erschienen bei DC Comics in der Mitte der 1930er Jahre. Mit dem Strip rund um das Opossum Pogo begann er 1948 und führte ihn bis zu seinem Tode fort. Der Comic, nach Andreas C. Knigge einer der „genialsten Tierstrips der Comic-Historie“, wurde nach seinem Tode unter anderem von seiner Witwe Selby und seiner Tochter Carolyn fortgesetzt.
Kelly wurde 1951 mit dem Reuben Award ausgezeichnet. 1992 wurde er in die Jack Kirby Hall of Fame, 1995 in die Will Eisner Award Hall of Fame aufgenommen.